# لوجيتيك
لوجيتيك الدولية، (وغالبا يتم اختصارها إلى LOGI) هي شركة اميركية سويسرية مصنعة لملحقات أجهزة الكمبيوتر والبرمجيات، ومقرها في لوزان، سويسرا ونيوارك بولاية كاليفورنيا. تمتلك الشركة مكاتب في جميع أنحاء أوروبا وآسيا وأوقيانوسيا والأمريكتين، وهي واحدة من الشركات المصنعة الرائدة في العالم لأجهزة الإدخال والواجهة لأجهزة الكمبيوتر الشخصية وغيرها من المنتجات الرقمية. تقوم الشركة بتطوير وتسويق الأجهزة الطرفية الشخصية للتنقل عبر الكمبيوتر والتواصل عبر الفيديو والتعاون والموسيقى والمنازل الذكية. يتضمن ذلك منتجات مثل لوحات المفاتيح والماوس وملحقات الأجهزة اللوحية وكاميرات الويب ومكبرات الصوت التي تعمل بتقنية Bluetooth وأجهزة التحكم عن بُعد والمزيد اسمها مشتق من logiciel، وهي كلمة فرنسية للبرمجيات.

## التاريخ
تأسست شركة لوجيتيك في أبلز، فود، سويسرا، في عام 1981 من قبل خريجي ستانفورد دانييل بوريل وبييرلويجي زاباكوستا، ومهندس أوليفيتي السابق جياكومو ماريني. لبعض الوقت خلال سنواتها الأولى، احتلت مكاتب لوجيتك وادي السيليكون على مساحة في 165 University Avenue، بالو ألتو، كاليفورنيا، موطن عدد من الشركات الناشئة في مجال التكنولوجيا.
في عام 2001، استحوذت لوجيتيك على لاب تيك مقابل 150 مليون دولار لتوسيع نطاقها في مجال ملحقات الكمبيوتر.
في عام 2007، قامت شركة لوجيتيك بترخيص تقنية التحكم في الحركة Freespace لشركة Hillcrest Labs لإنتاج MX Air Mouse، والتي تتيح للمستخدم استخدام الإيماءات الطبيعية للتحكم في جهاز الكمبيوتر.
في أغسطس 2008، استحوذت شركة لوجيتيك على Ultimate Ears، وهي مورد سماعات اذن احترافية للموسيقيين ومكبرات صوت Bluetooth للسوق الاستهلاكية.
في ديسمبر 2008، أعلنت شركة لوجيتيك أنها صنعت مليار فأر منذ عام 1985.
في ديسمبر 2009، استحوذت شركة لوجيتيك على شركة Lifesize Communications المصنعة لمعدات الفيديو.
في يوليو 2011، استحوذت شركة لوجيتيك على شركة الاتصالات المرئية Mirial .
في يناير 2013، أصبح براكين داريل الرئيس التنفيذي لشركة لوجيتيك؛ واستمر غيرينو دي لوكا، الرئيس التنفيذي آنذاك، كرئيس لمجلس إدارة شركة لوجيتيك.
في يناير 2016، انفصلت شركة لوجيتيك عن شركة Lifesize لتصنيع معدات الفيديو.
في أبريل 2016، وافقت لوجيتيك على دفع 7.5 مليون دولار أمريكي بسبب عقوبة تتعلق باتهامات بأنها وبعض المديرين التنفيذيين السابقين قاموا بشكل غير صحيح بتضخيم نتائج الشركة للسنة المالية 2011 لتلبية التوجيهات وغيرها من الانتهاكات المحاسبية. وقالت لجنة الأوراق المالية والبورصات الأمريكية إن القضايا المحاسبية المزعومة تركت المستثمرين بدون رؤية دقيقة للوضع المالي للشركة السويسرية الأمريكية.
في 12 أبريل 2016، أعلنت شركة لوجيتيك أنها وافقت على الاستحواذ على Jay bird، الشركة الرائدة في مجال الأجهزة الصوتية اللاسلكية القابلة للارتداء للرياضة وأنماط الحياة، مقابل 50 مليون دولار أمريكي، مع ربح إضافي يصل إلى 45 مليون دولار على أساس تحقيق أهداف النمو.
في 15 سبتمبر 2016، أعلنت شركة لوجيتيك أنها اشترت العلامة التجارية Saitek وأصولها من Mad Catz مقابل 13 مليون دولار أمريكي .
في 11 أغسطس 2017، استحوذت لوجيتيك على Astro Gaming، صانعي معدات الألعاب الاحترافية، مقابل 85 مليون دولار.
في 30 يوليو 2018، أعلنت شركة لوجيتيك أنها اشترت Blue Microphones، الشركة الرائدة في مجال الميكروفونات عالية الجودة، مقابل 117 مليون دولار أمريكي.
في 26 سبتمبر 2019، استحوذت لوجيتيك على Streamlabs، الشركة الرائدة في برمجيات وأدوات البث المباشر، مقابل 89 مليون دولار تقريبًا.

## إنتاج
أول فأرة لوجيتك، بدءًا من P4، تم تصنيعها في Le Lieu، في كانتون فو السويسرية  بواسطة Dubois Dépraz SA.
ثم تم إنشاء مرافق الإنتاج في الولايات المتحدة وتايوان والمجر وأيرلندا قبل نقلها إلى سوتشو بالصين. اعتبارًا من 2005 ، تنتج مصانع الصين ما يقرب من نصف منتجات لوجيتيك. يتم الاستعانة بمصادر خارجية للإنتاج المتبقي لمصنعي التعاقد ومصنعي التصميم الأصلي في آسيا.

## خطوط إنتاج لوجيتك
- Logitech - في جميع أنحاء العالم (باستثناء اليابان، حيث يُعرف باسم Logicool ) لأجهزة الكمبيوتر الطرفية وأجهزة التحكم عن بعد وكاميرات الأمان والفئران ولوحات المفاتيح وكاميرات الويب ومكبرات صوت الكمبيوتر وملحقات الهواتف الذكية ولوحات المفاتيح اللوحية والأغطية
- تعاون video مع Logitech، بما في ذلك جميع معدات الفيديو B2B
- Logitech MX - ملحقات الكمبيوتر الرائدة (الفئران ولوحات المفاتيح)
- Logitech C - كاميرات الويب للكمبيوتر (كاميرات)
- Logitech G - منتجات الألعاب. يسمى Logicool G في اليابان
- Ultimate Ears - سماعات الأذن ومكبرات صوت لاسلكية تعمل بالبلوتوث وسماعات أذن مناسبة للجميع
- Jaybird - سماعات بلوتوث رياضية لاسلكية
- Slim Devices - ماركة الصوت وأغطية ولوحات مفاتيح أجهزة التابلت
- Saitek - تم شراؤها في 15 سبتمبر 2016، من Mad Catz
- لوجيتك هارموني - أجهزة التحكم عن بعد القابلة للبرمجة
- Logitech F - لوحات ألعاب سلكية ولاسلكية

## روابط خارجية
- الموقع الرسمي